# パイロフォリック
パイロフォリック（英: pyrophoric）とは、自動車などの内燃機関を標的とした化学兵器である。原義の意味は「暴露発火性」、「自然発火性」という意味であるが、これから転じて、この種の化学兵器の名称としても用いられている。
アメリカ軍が非致死性兵器の一種として研究を行っている。通常の化学兵器が人間を標的とした物であるのに対して、パイロフォリックは車両などの内燃機関を停止あるいは破壊することを目的としている。基本的に人間や動物に対する致死的効果は持たない。

## 燃焼促進剤型
アセチレンガスの濃度が1%を越える空気をエンジンが吸い込むと燃焼室でデトネーションが起きて、激しい高速ノッキングを起こしてエンストするか、最悪の場合はエンジンブローを起こして動けなくなる。即効性は高いが、損傷が無ければ再起動は容易である。
アセチレンの投射には、カーバイド粉末と水を霧状に噴射して空気中で反応させてアセチレンガスを生み出す方法や、アセチレンを溶媒に解かした状態で溶媒を霧状に散布する方法などがある。
散布方法としてはインパルス消火システムと同じ原理で対象となる車輛に投射する装置が用いられる。

## 燃焼抑制剤型
化学消火剤のように負の触媒作用によって燃焼を抑制する物質を散布することでエンジンを停止させる。
あるいは、ガソリンを固化させる物質を散布してエンジンの燃料噴射装置を詰らせて停止させる。

## 磨耗剤型
酸化セシウムの微粉末を空気中に散布してエンジンに吸い込ませるとエンジン内部に詰り、エンジン内部を激しく削り取って損傷させる。効果が現れるまでに時間がかかるが、損傷したエンジンは全交換以外に修理する方法はなく、実質上廃車に追い込む。酸化セシウムは超微粒子であるため、通常のエアフィルターを通り抜ける。
セシウムの微粉末と硝酸カリウムなどの酸化剤を混合した状態で爆弾などに詰められて運用される。爆発すると酸化セシウムの微粉末になって散布される。人体に対しても塵肺や重金属中毒、酸化セシウムから生じた水酸化セシウムによる化学熱傷などを起こす可能性があるが、具体的な実験データが無いため詳細は不明である。